# Erich Zawadski

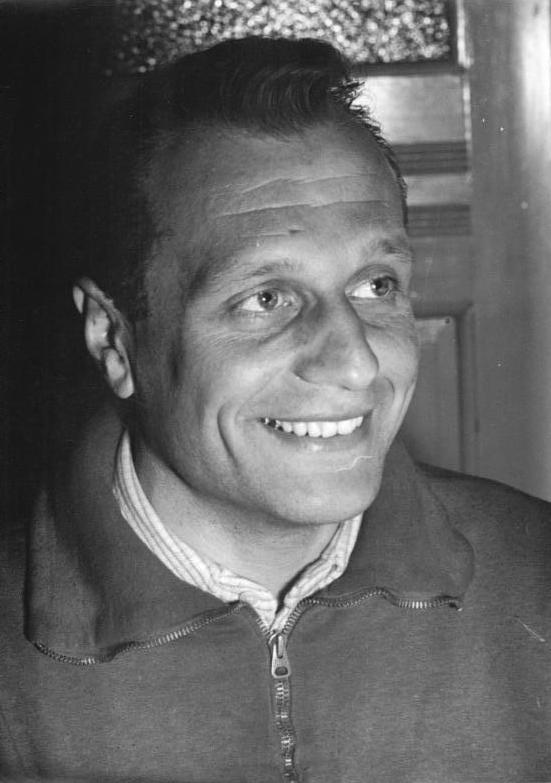
Erich Zawadski (1953)

Erich Zawadski (* 9. März 1922 in Berlin; † 2016) war ein deutscher Radrennfahrer, Schrittmacher und Trainer.
Erich Zawadskis Radsport-Laufbahn begann 1936 im Verein „Obü Berlin“ (benannt nach dem Straßenfahrer Otto Büchner), 1937 schloss er sich der Schöneberger RV Iduna 1910 an, da dort der Bahnradsport im Vordergrund stand, was ihm entgegenkam. Dennoch fuhr er auch Straßenrennen und konnte von 1937 bis 1939 in der jeweiligen Altersklasse die Berliner Meisterschaft gewinnen. Ab 1940 startete er in der Amateurklasse unterbrochen vom Arbeitsdienst 1941. Trotz eines im Fuß verkapselten Granatsplitters setzte Zawadski seine Laufbahn fort.
Als Berufsfahrer nach Ende des Zweiten Weltkrieges trat er bevorzugt im Zweier-Mannschaftsfahren an und startete zwischen 1948 und 1952 bei vier Sechstagerennen, so auch beim ersten Nachkriegs-Sechstagerennen 1949 in Berlin in der „Halle am Berliner Funkturm“. Seinen ersten Start bei einem Sechstagerennen absolvierte er 1949 in München an der Seite von Willy Funda (Platz 7).
1949 wurde er deutscher Vize-Meister im Zweier-Mannschaftsfahren, gemeinsam mit Heinrich Schwarzer. Zawadski war einer der wenigen Berufsfahrer der DDR, die regelmäßig Rennen in der Bundesrepublik fuhren. Er startete auch bei den Deutschen Meisterschaften der Profis. 
Nach seiner Reamateurisierung schloss er sich der BSG Empor Nord an. Bedingt durch die Teilung Deutschlands und die eingeschränkten Möglichkeiten, Rennen zu fahren, verlegte er sich zunehmend auf Steherrennen. 1953 wurde er DDR-Meister in dieser Disziplin hinter Schrittmacher Schondorf. Im selben Jahr startete er in der DDR-Nationalmannschaft bei der internationalen Friedensfahrt, wo er auf der 6. Etappe von Karl-Marx-Stadt nach Leipzig wegen einer Lungenentzündung aufgeben musste, nachdem er nur auf dem 60. Platz in der Gesamtwertung gelegen hatte.
Nach Beendigung seiner eigenen aktiven Laufbahn als Radrennfahrer wurde Zawadski Schrittmacher bei Steherrennen und führte die Fahrer Siegfried Wustrow und Georg Stoltze zum Titel als DDR-Meister. Gemeinsam mit Wustrow wurde Zawadski 1961 in Zürich Vize-Weltmeister der Amateursteher und war noch bis 1970 als Schrittmacher tätig.

## Trainer
Zawadski war in den 1960er Jahren als Trainer beim Verein „BSG Motor Friedrichshain West“ tätig.